# 什洛卡爾卡
51°9′0″N 34°1′21″E / 51.15000°N 34.02250°E
什波卡爾卡（烏克蘭語：Шпокалка）是位於烏克蘭東北部的村莊，由蘇梅州科諾托普區的布林市鎮負責管轄。該村處於季亞基夫卡附近，距離新亞歷山德里夫卡2.5公里，海拔高度161米，2001年人口130。